# Audi e-tron SUV
Audi e-tron SUV je elektrické luxusní SUV německé automobilky Audi vycházející z konceptu e-tron. Představeno bylo jako koncept v roce 2015 na Frankfurtském autosalonu, sériová začala na začátku roku 2019. Jedná se o první sériově vyráběný elektromobil od Audi. V Česku cena v základní výbavě začíná na 2 milionech korun, výroba vozu probíhá v belgickém Bruselu.
Koncem roku 2019 by měla stávající variantu doplnit také karosářská varianta sportback se splývavou zádí.

## Specifikace

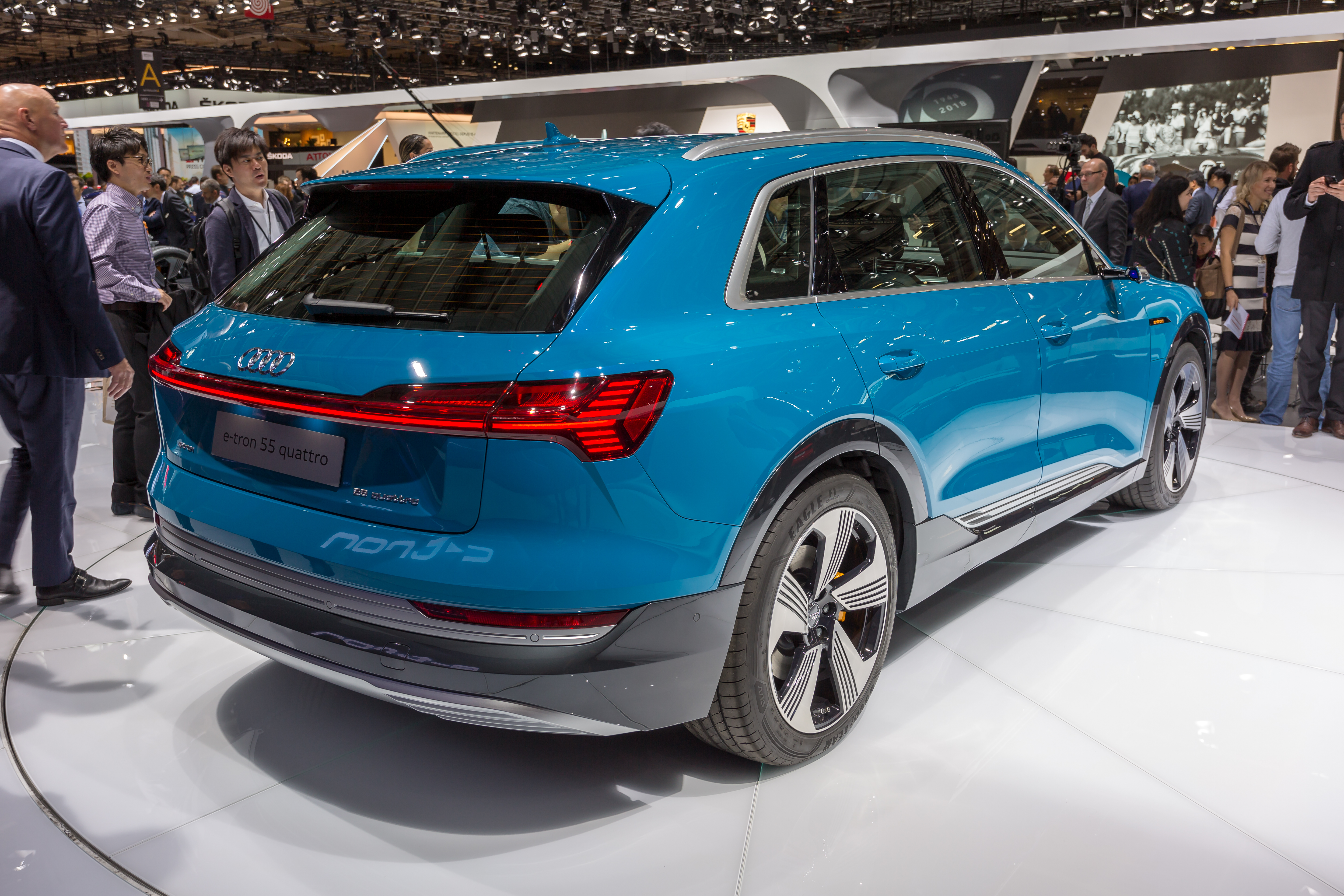
Audi e-tron SUV na Paris Motor Show 2018

SUV je vyráběné v jedné modelové verzi, a to s 95 kWh baterií, jenž dle měřícího cyklu WLTP zajišťuje dojezd až 400 km. Nabití na 80 % přes vysokorychlostní nabíjecí stanice se standardem CCS je možno provést 30 minut, nabíjení z třífázové zásuvky výkonem 11 kW pak zabere 8,5 hodiny. Vůz využívá dva elektromotory, jeden mezi předními koly a druhý mezi koly zadními. Výkon obou motorů je 300 kW, což poskytuje zrychlení z 0–100 za 5,7 vteřiny. Maximální rychlost je omezena na 200 km/h.
V příplatkové verzi Audi nabízí virtuální zpětná zrcátka, ve kterých jsou umístěny malé kamery. Záběry z kamer jsou pak v interiéru vozu zobrazovány displeji OLED.

## e-tron Sportback
Na autosalonu v Ženevě 2019 Audi představilo předprodukční prototyp karosářské verze verzi nazvané „sportback“, což v případě německé automobilky znamená pětidveřový vůz se splývavou zádí. Tato varianta e-tronu SUV by měla na trh přijít ke konci roku 2019.

## Galerie

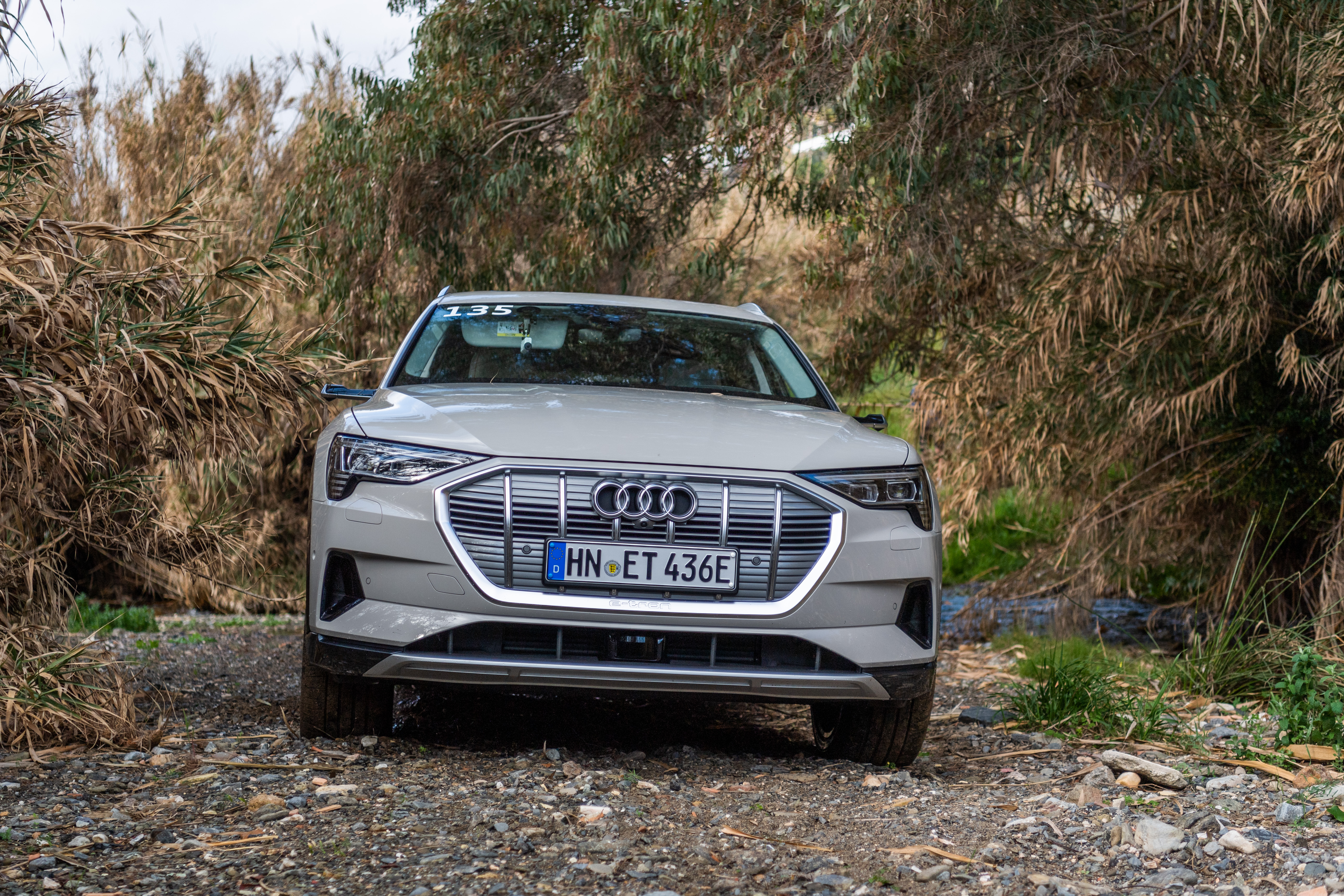
Sériová verze zepředu
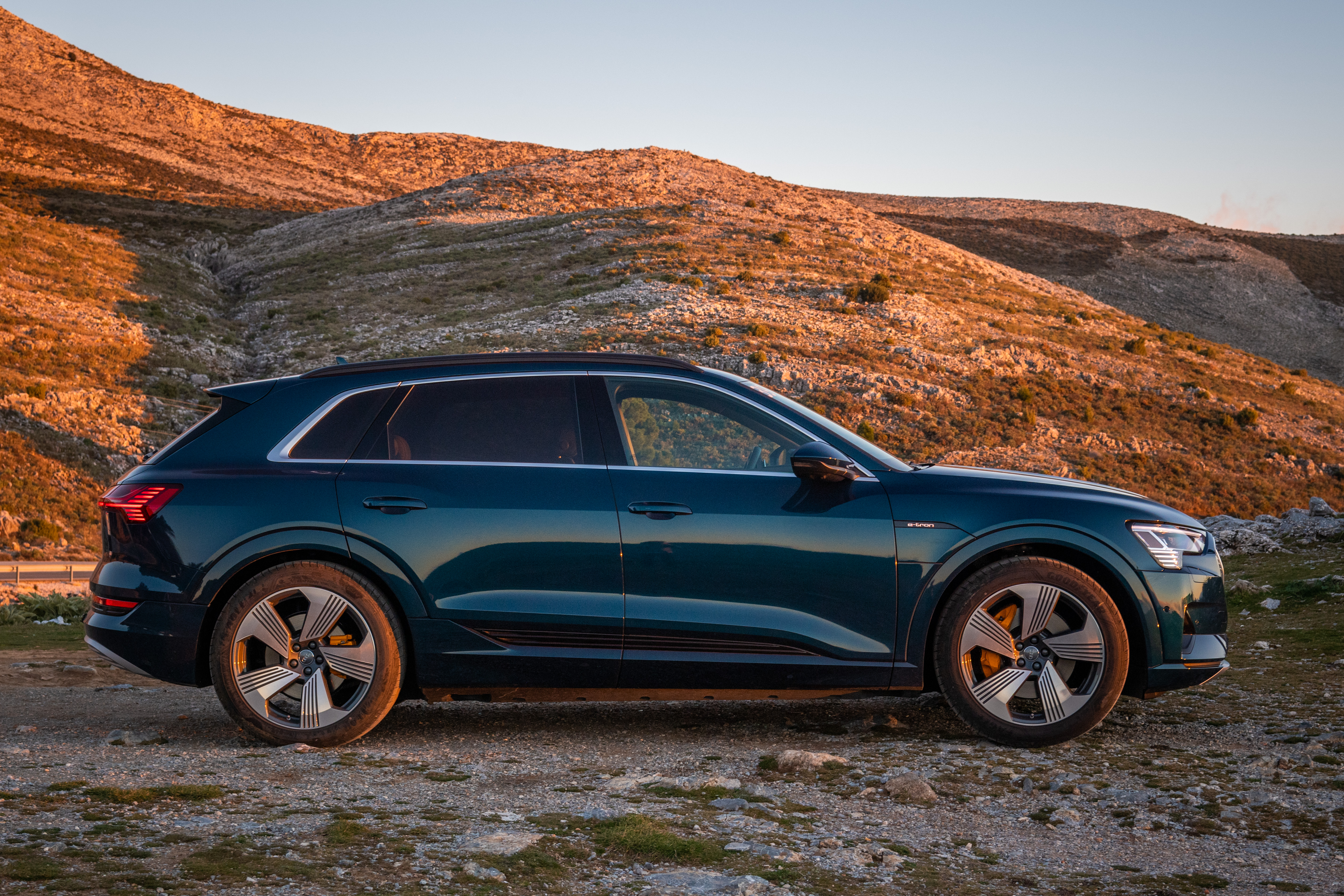
Boční pohled na sériovou variantu
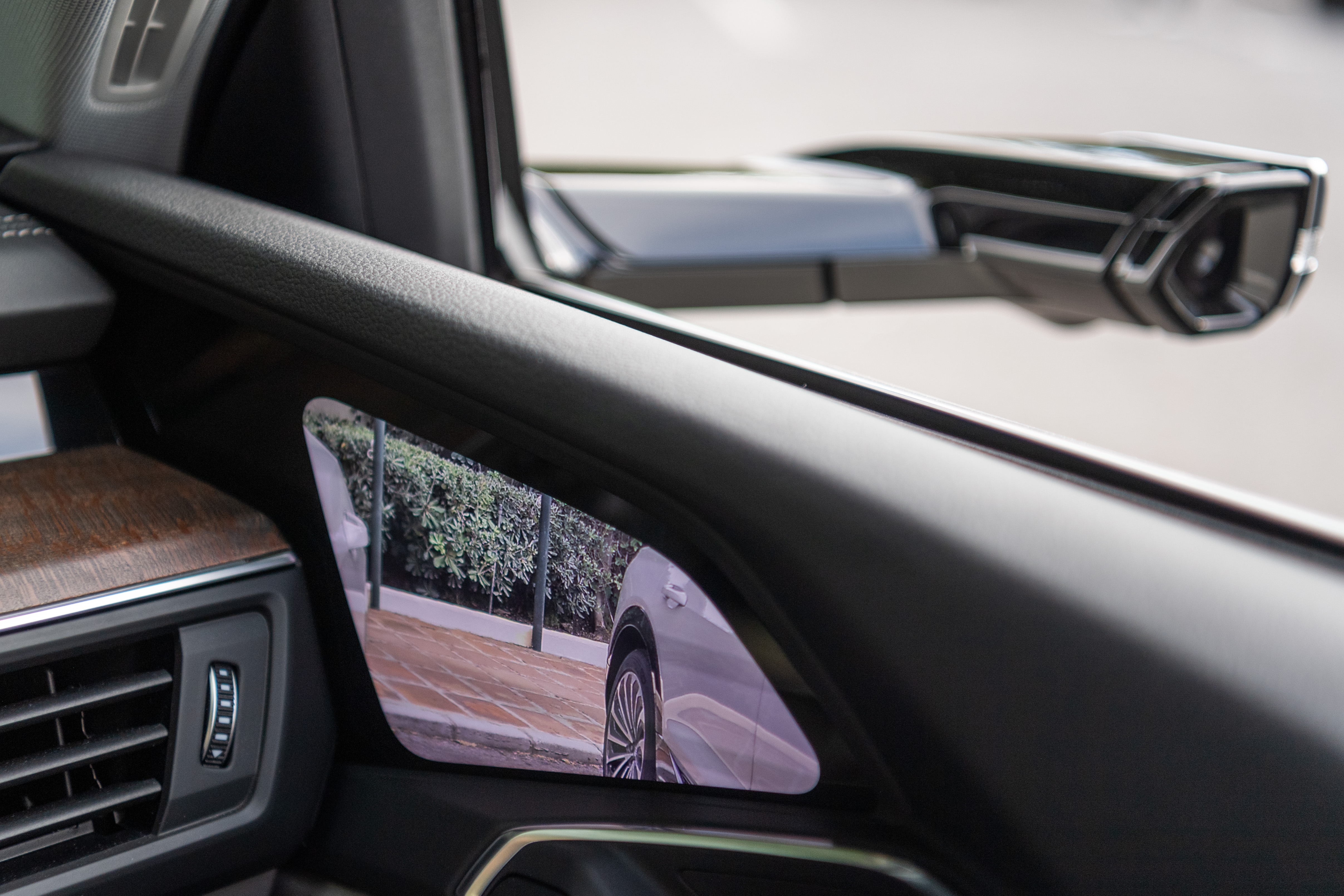
Detail na virtuální zpětné zrcátkou
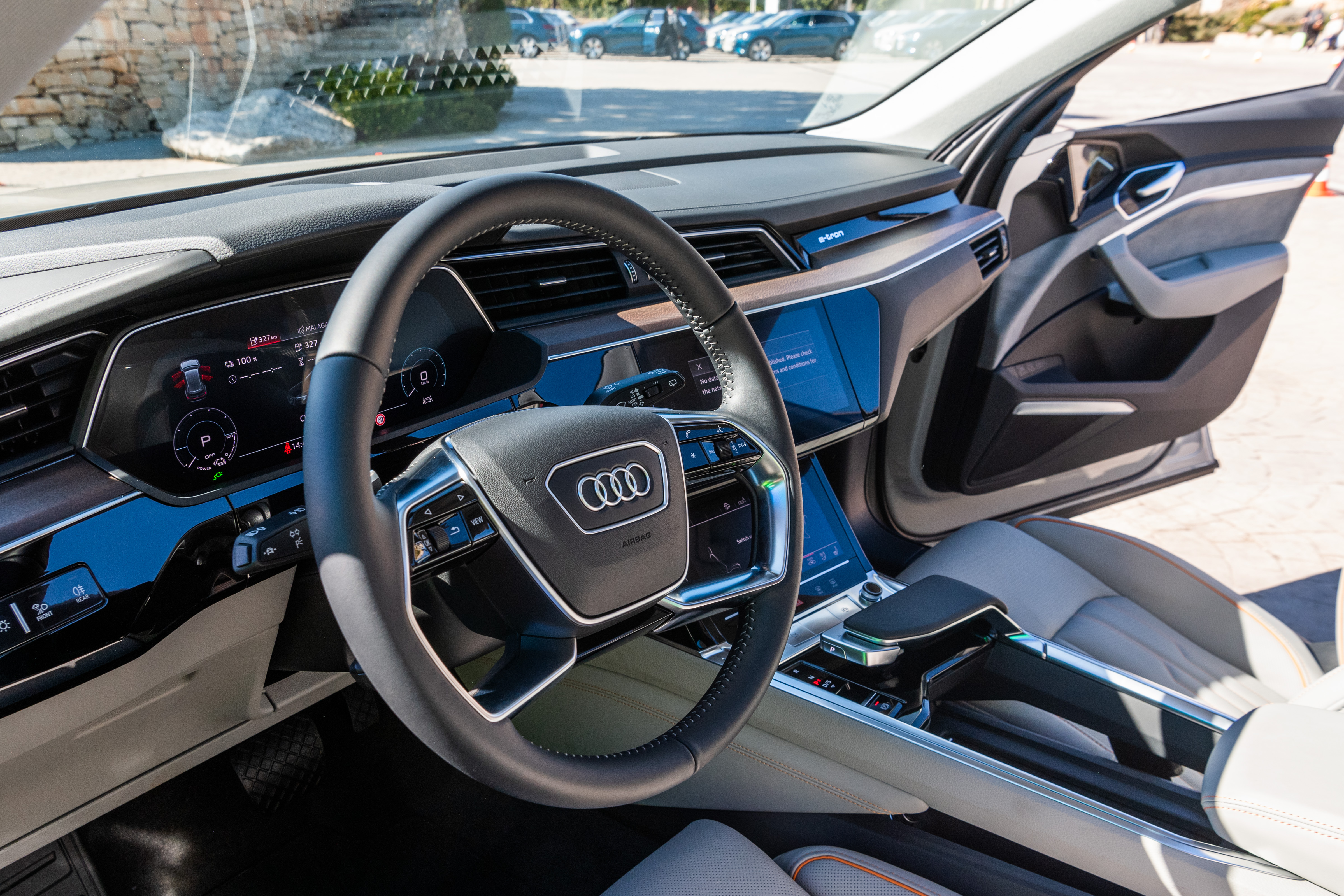
Interiér
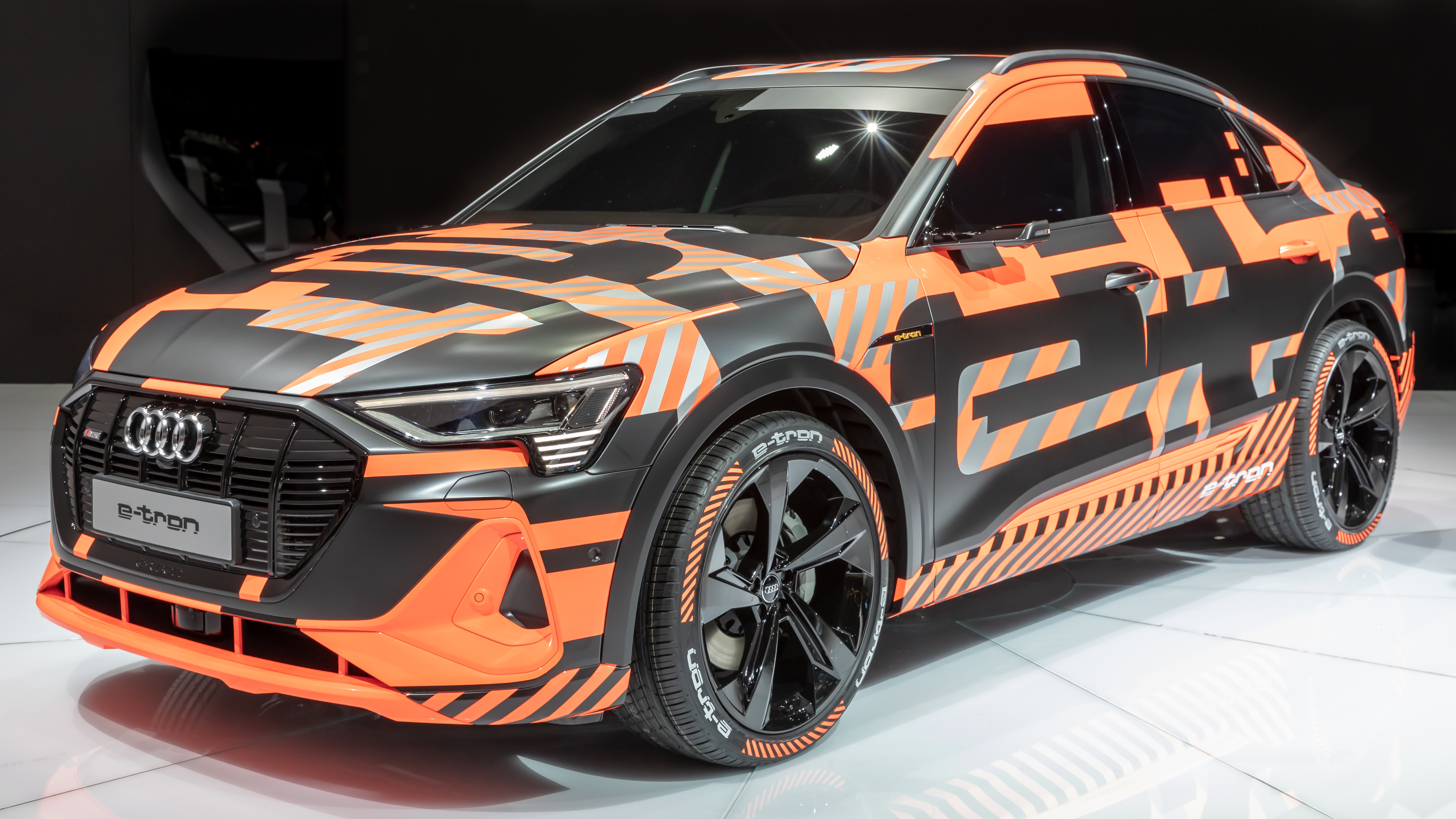
Předprodukční prototyp vozu s karoserií sportback
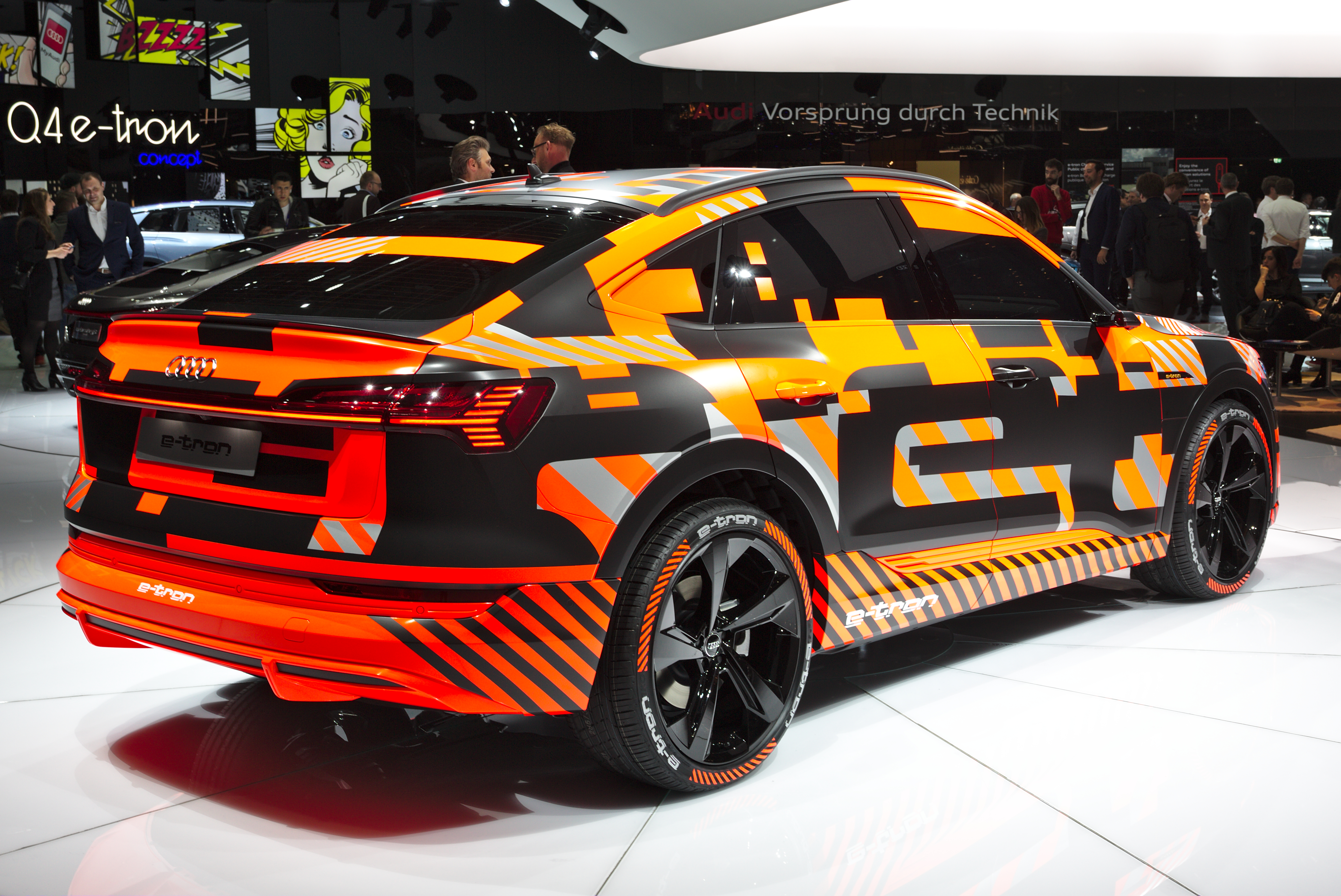
Předprodukční prototyp vozu s karoserií sportback